# Liste der Naturdenkmale in Cornberg
Die Liste der Naturdenkmale in Cornberg nennt die im Gebiet der Gemeinde Cornberg im Landkreis Hersfeld-Rotenburg in Hessen gelegenen Naturdenkmale.

## Naturdenkmale
| Bild | Bezeichnung     | Ortsteil, Lage                           | Beschreibung | Art    | Nr.     |
| ---- | --------------- | ---------------------------------------- | ------------ | ------ | ------- |
| BW   | Eiche (Quercus) | Cornberg 51° 2′ 11,1″ N, 9° 51′ 44,5″ O  | Eine Eiche   | Eiche  | 3632202 |
| BW   | Sontraquelle    | Königswald 51° 4′ 20,1″ N, 9° 47′ 47″ O  | Sontraquelle |        | 3632203 |
| BW   | große Doline    | Rockensüß 51° 2′ 54,8″ N, 9° 50′ 12,6″ O | große Doline | Doline | 3632204 |